# Еммануель фон Зайдль
Емануель Зайдль, з 1906 року лицар Зайдля, (нім. Emanuel von Seidl, 22 серпень 1856 року у Мюнхені; † 25 грудень 1919 року там же) — був архітектором, дизайнером інтер'єрів та інженером Німецької імперії. Стилістично він був представником історизму, але також тяжів до певних елементів модерну. Його вважають одним із найважливіших мюнхенських архітекторів періоду принца-регента.

## Життя
Емануель Зайдль був третім сином пекаря Антона Зайдля та його дружини Терези, дочки пивовара та власника Spatenbräu Габріеля Седльмайра тобто Дж., народився в Мюнхені. Приблизно з 1875 року Зайдль відвідував Мюнхенську реальну гімназію та вивчав архітектуру в Мюнхенському технічному університеті. Після року волонтерства у 2. Schwerereiter-Regiment, він приєднався до будівельного відділу Генеральної дирекції Королівства Баварська державна залізниця. Оскільки він не хотів продовжувати кар’єру на державній службі, він працював дизайнером інтер’єрів. a. в компанії Seitz & Seidl, яку його старший брат Габріель фон Зайдль заснував разом з Рудольфом фон Зайцем у 1878 році. Там Емануель Зайдль взяв на себе управління майстернею внутрішнього оздоблення. Про цей період відомо небагато, але відомо, що він обставив віллу Siegle в Аммерланді на озері Штарнберг у 1884 році, а також брав участь у планах переобладнання. Проте немає свідчень того, що він працював в архітектурному бюро свого брата у 1880-х роках. Він з'явився зі своїми першими будівлями в 1887/88.
З 1896 року мав звання королівського професора. У 1897 році Зайдль завершив створення цеху раковин на пивоварні Augustiner на Нойхаузерштрассе в Мюнхені як свою першу велику роботу. У 1901 році Зайдль побудував заміський будинок з англійським ландшафтним садом у Мурнау-ам-Штаффельзе (знесений у 1972 році). У 1906 році Емануель Зайдль був нагороджений Лицарським хрестом ордена «За заслуги перед Баварською короною» як один із провідних архітекторів вілл у південній Німеччині. В результаті він був зведений в баварське дворянство в лицарі. У 1916 році він одружився з Марією Агнес Люберіх (1871–1935), шлюб залишився бездітним. Емануель Зайдль помер у віці 63 років.

## Сім'я
Його другий старший брат (після Емануеля), кондитер Антон Зайдль, продовжив справу батька і, за деякими даними, вважається винахідником торта «Принц-регент».

## Робота

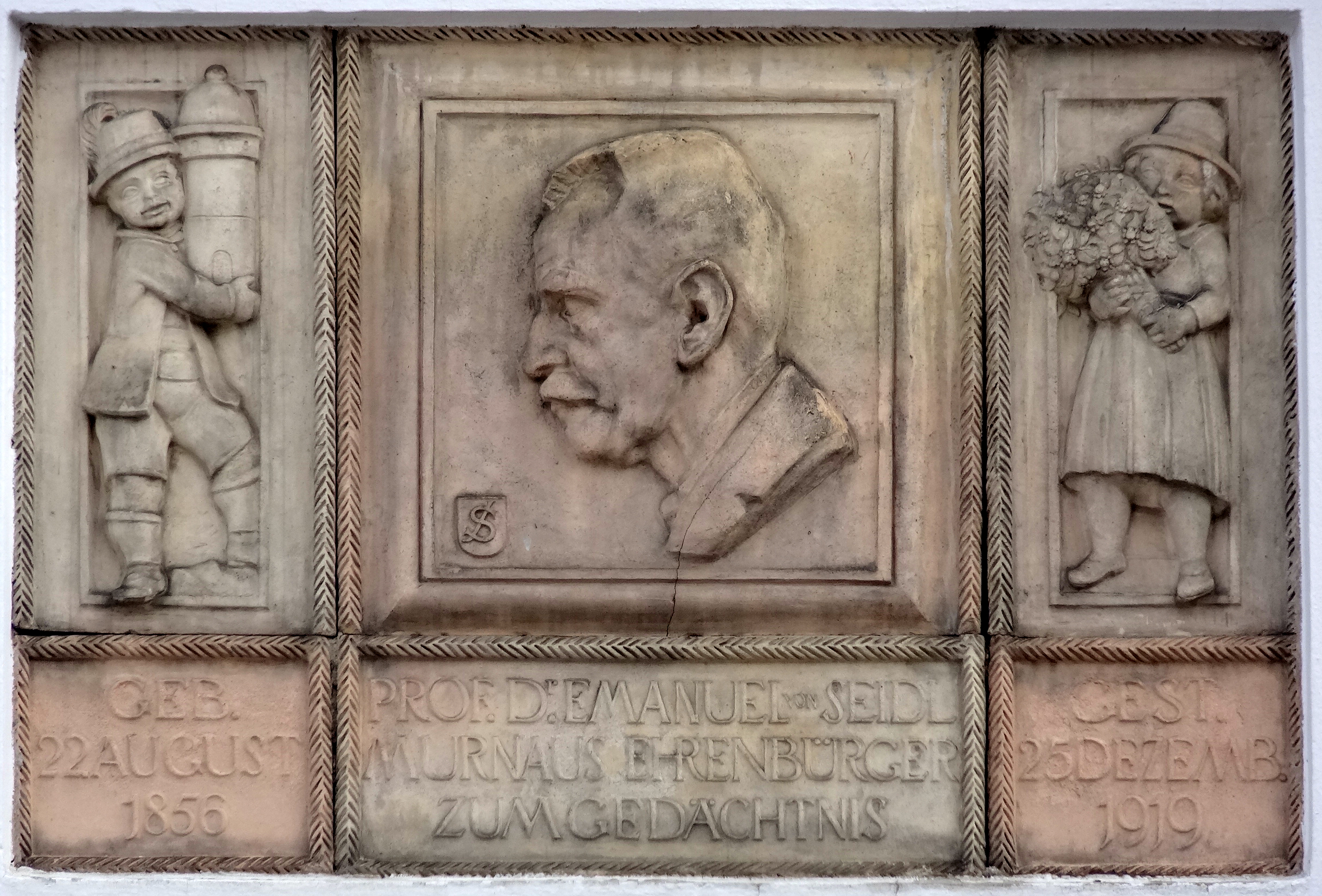
Таблички на честь Емануеля Зайдля, ратуша Мурнау-ам-Штаффельзеє

Емануель фон Зайдль був успішним архітектором вілл між 1900 і 1918 роками та був відомий далеко за межами свого рідного міста Мюнхена. Зареєстровано 180 робіт у Мюнхені та його околицях, а також у саксонському регіоні Erzgebirge, близько третини з яких – великі заміські будинки та вілли, з яких близько 60 все ще стоять. Приклади включають Seidlvilla (також Villa Lauterbacher) на Ніколайплац у мюнхенському районі Швабінг і його власну віллу, побудовану в 1897/98 (Bavariaring 10, Ludwigvorstadt). Ймовірно, його найважливіші приватні будинки включають будинок Ріхарда Штрауса в Гарміші з вбудованим, щедро заскленим еркером з видом на Альпи, а також заміський маєток Schloss Wolfsbrunn у Штайні поблизу Гартенштайна на Цвікауер-Мульде, який, за словами сучасників, думка була останньою та найбагатшою, але також найбільш цілеспрямованою та зрілою з його будівель для підрядника Георга Вольфа.